# جيم كانون
جيم كانون (بالإنجليزية: Jim Cannon)‏ (2 أكتوبر 1953 بغلاسكو في المملكة المتحدة - ) هو لاعب كرة قدم بريطاني في مركز قلب الدفاع. لعب مع كريستال بالاس ونادي بريستول روفيرز ونادي دارتفورد ونادي كرويدون ‏ ودولويتش هاملت.

## وصلات خارجية
- جيم كانون على موقع قاعدة بيانات كرة القدم.إي يو (الإنجليزية)